# 서울특별시선거관리위원회
서울특별시선거관리위원회(서울特別市選擧管理委員會)는 서울특별시의 공정한 선거관리 및 깨끗한 선거문화의 실현, 선거를 통한 국민화합과 국가발전에 기여하기 위하여 설립된 대한민국 중앙선거관리위원회 소속 선거관리기관이다. 서울특별시선거관리위원회의 위원은 국회의원의 선거권이 있고 정당원이 아닌 자 중에서 국회에 교섭단체를 구성한 정당이 추천한 사람과 당해 지역을 관할하는 지방법원장이 추천하는 법관 2인을 포함한 3인과 교육자 또는 학식과 덕망이 있는 자 중에서 3인을 중앙선거관리위원회가 위촉하며, 위원장은 당해 선거관리위원회위원 중에서 호선한다. 서울특별시 종로구 와룡동 2-70번지에 위치하고 있다.

## 조직

### 위원 선정
- 국회의원의 선거권이 있고 정당원이 아닌 자 중에서 국회에 교섭단체를 구성한 정당이 추천한 사람과, 당해 지역을 관할하는 지방법원장이 추천하는 법관 2인을 포함한 3인과, 교육자 또는 학식과 덕망이 있는 자 중에서 3인을 중앙선거관리위원회가 위촉하며, 위원의 임기는 6년이다.
- 위원장은 위원회의에서 호선하며 지방법원장이 위원장으로 선출되는 것이 관례이고, 상임위원은 중앙선거관리위원회에서 지명한다.

### 비상임위원(6인)

#### 사무처

##### 사무처장
- 관리과
- 지도과
- 홍보과
- 업무지원과

## 소속 선거관리위원회
- 종로구선거관리위원회
- 중구선거관리위원회
- 용산구선거관리위원회
- 성동구선거관리위원회
- 광진구선거관리위원회
- 동대문구선거관리위원회
- 중랑구선거관리위원회
- 성북구선거관리위원회
- 강북구선거관리위원회
- 도봉구선거관리위원회
- 노원구선거관리위원회
- 은평구선거관리위원회
- 서대문구선거관리위원회
- 마포구선거관리위원회
- 양천구선거관리위원회
- 강서구선거관리위원회
- 구로구선거관리위원회
- 금천구선거관리위원회
- 영등포구선거관리위원회
- 동작구선거관리위원회
- 관악구선거관리위원회
- 서초구선거관리위원회
- 강남구선거관리위원회
- 송파구선거관리위원회
- 강동구선거관리위원회